# Булла Віктор Карлович
Віктор Карлович Булла (нар. 1 серпня 1883, Санкт-Петербург — 30 жовтня 1938, Ленінград
) — російський фотограф, фотожурналіст, один з піонерів кінематографії.

## Біографія
Син знаменитого фотографа Карла Карловича Булли. Католицького віросповідання. У 1899 році закінчив Англійське училище в Санкт-Петербурзі. Фотографічну освіту здобув в Німеччині. Почав працювати в фотоательє батька разом з братом Олександром.
Отримав самостійну популярність у 19-річному віці, під час російсько-японської війни, будучи прикомандированим на посаді фотокореспондента до Сибірської резервної бригади. Фронтові репортажі Віктора публікувалися в журналах «Нива» та «Іскри», і передруковувалися усіма видавалися в той час в Росії газетами і журналами, часто потрапляючи і на сторінки закордонних видань. Віктор знаходився в самому центрі подій, часто приймаючи на себе обов'язки «брата милосердя», і був згодом нагороджений срібною медаллю «За хоробрість» на Гвардійській стрічці з правом носіння на грудях.
Після закінчення війни повернувся до роботи фотокореспондента у сімейному фотоагентстві, проте незабаром захоплюється кінохронікою. В одному з номерів журналу «Кинемо» з'явилося рекламне оголошення: «Нова фабрика Булли готується до випуску новинок». Це була реклама відкритого ним спільно з братом Олександром в 1909 році товариства «Аполлон» з виробництва і прокату хронікальних і видових фільмів, де Віктор одночасно був оператором, режисером і директором. За два роки існування товариства, крім офіційних хронік, братами було випущено близько 40 картин, серед яких є унікальні, присвячені спорту: про міжнародні змагання ковзанярів у Виборзі і автопробігу Санкт-Петербург-Рим-С.-Петербург (разом з братом Олександром і оператором Ф. Вериго-Даровським, 1910). З 1911 товариство «Аполлон» передало оптовий прокат і продаж фільмів кінопідприємству «Продафільм», яке займалося екранізацією творів класичної літератури. Тільки за рік Віктор відзняв понад 20 короткометражок. Тоді були екранізовані драма О. М. Островського «На велелюдному місці», «Синій птах» М. Метерлінка і навіть казка «Царівна-жаба».
З початком Першої світової війни Віктор відновив роботу в фотографії батька, знімав революційні події 1917—1918 рр. У ці ж роки продовжив роботу кінооператора і взяв участь в створенні документального фільму про Лютневу революцію 1917 року («Хроніка революції в Петрограді»). Динамічні і образні кадри фотографа послужили основою для режисерів С. Ейзенштейна і М. Чіаурелі при створенні фільмів про революцію 1917 року.
Знімав події жовтневого повстання 1917 року, потім керував фотографією Петроградської Ради, що розташовувалася в колишньому ательє К. К. Булли (Невський проспект, д. 54). Став одним із творців кіно-і фотоленініани (знімав В. І. Леніна на восьмому і дев'ятому з'їздах РКП (б) в 1919—1920 роках, під час роботи другого і третього конгресів Комінтерну, в 1920—1921 рр.). Створив фотопортрети Зінов'єва, Каменєва, Сталіна та інших радянських і партійних діячів, фактично виступаючи в якості штатного фотографа Смольного.
У 1921 році здійснив поїздку в Баку, на нафтові промисли Бібі-Ейбат.
У 1928 році відбулася виставка «Радянська фотографія за 10 років», на якій Олександр і Віктор Булла представили 30 фоторепортажів, перевершивши числом, і різноманітністю сюжетів інших учасників. Тоді журі виставки присудило їм почесний диплом, що вважалося дуже високою нагородою.
Фотографічне зібрання сім'ї (132 683 негативи) в 1935 передав в Архів Жовтневої революції і соціалістичного будівництва Ленінградської області.
15 липня 1939 року (за іншими відомостями 23 червня 1938 роки) заарештований за доносом одного із співробітників фотосалону Булли. Відомо, що допитували Віктора всього два рази. Після першого ніяких звинувачень пред'явити не вдалося, а на другому допиті він був змушений «зізнатися» в шпигунській діяльності. У 1938 році родичам заарештованого повідомили, що Віктор Булла — «Ворог народу». Сослан в ДВК. «Десять років без права листування». Згодом рідним повідомили, що В. Булла помер від раку шлунка в 1944 році в одному з далекосхідних таборів, однак онукові Віктора Булла, Андрію Леоновичу Камінському, вдалося знайти документ, згідно з яким Віктор Булла був розстріляний в жовтні 1938 року в Левашово. Репресії щодо Віктора і Олександра, з урахуванням еміграції їх батька, означали заборону на згадування прізвища всіх Булла де б то не було. Знімки їх друкувалися як анонімні або під іншими прізвищами, аж до «перебудови».
У 1958 році був посмертно реабілітований.

## Нащадки
Син Віктора — Юрій (народився в 1919 році) теж став фотографом, працював фотокореспондентом ленінградської піонерської газети «Ленінські іскри». У 1941 році загинув на ленінградському фронті.
Дочка і внук Віктора Булли, Валентина Вікторівна (1921—2005) і Андрій Леонович (1948—2009) Камінський, жили в Петербурзі. Андрій Леонович був полковником юстиції, заслуженим юристом РФ, заступником начальника Головного слідчого управління ГУВС Санкт-Петербурга і Ленінградської області. Правнук Віктора Булли — Дмитро Андрійович Камінський народився в Санкт-Петербурзі в 2006 р.

## Нагороди
- Срібна медаль «За хоробрість» на Георгіївській стрічці з правом носіння на грудях.

## Книги з участю фотографій Віктора Булли
- «Антологія Радянської фотографії, 1917—1940» Видавництво ПЛАНЕТА, Москва 1986 р.